# Barbarossa (film 1917)
Barbarossa (Barberousse) è un film muto del 1917 diretto da Abel Gance.
Una copia del film è conservata presso la Cinémathèque française.

## Trama
Un giornalista commette dei misfatti per essere il primo a darne notizia sui giornali.

## Produzione
Il film fu prodotto nel 1917 dalla società Le Film d'Art. Venne girato a Bouches-du-Rhône, nel sud della Francia.

## Distribuzione
Il film uscì nelle sale francesi il 13 aprile 1917.